# Čajetina
Čajetina (serbisch-kyrillisch Чајетина) ist eine Kleinstadt im Westen Serbiens im Okrug Zlatibor mit 3336 Einwohnern (2011). Sie ist der Verwaltungssitz der Opština Čajetina.

## Töchter und Söhne der Stadt
- Milovan Rajevac, Fußballspieler und -trainer